# 道东街道 (沧州市)
道东街道，是中华人民共和国河北省沧州市新华区下辖的一个乡镇级行政单位。

## 行政区划
道东街道下辖以下地区：
铁路北新村社区、化建社区、永济东路社区、铁路三角线社区、鞠官屯社区、铁路新村社区和石油二部社区。